# Gordon McQueen
Gordon McQueen (ur. 26 czerwca 1952 w Kilbirnie, zm. 15 czerwca 2023 w Hutton Rudby) – szkocki piłkarz występujący na pozycji obrońcy. Trener piłkarski.

## Kariera klubowa
McQueen zawodową karierę rozpoczynał w 1970 roku w zespole St. Mirren. Przez 3,5 roku w jego barwach rozegrał 57 spotkań i zdobył 5 bramek. Na początku 1973 roku odszedł do angielskiego Leeds United. W Divsion One zadebiutował 3 marca 1973 roku w wygranym 3:2 pojedynku z Derby County. W 1973 roku wystąpił z zespołem w finale Pucharu Zdobywców Pucharów, jednak Leeds przegrało tam 0:1 z Milanem. W 1974 roku zdobył z klubem mistrzostwo Anglii, a w 1975 roku dotarł z nim do finału Pucharu Mistrzów (porażka 0:2 z Bayernem Monachium).
W styczniu 1978 roku McQueen trafił do Manchesteru United, także grającego w Division One. Zadebiutował tam 25 lutego 1978 roku w przegranym 1:3 meczu z Liverpoolem. W 1983 oraz w 1985 roku zdobył z klubem Puchar Anglii, a w 1983 także Tarczę Wspólnoty. Karierę kończył w 1985 roku w barwach hongkońskiego Seiko FA.

## Kariera reprezentacyjna
W reprezentacji Szkocji McQueen zadebiutował 1 czerwca 1974 roku w wygranym 2:1 towarzyskim spotkaniu z Belgią. W tym samym roku został powołany do kadry na mistrzostwa świata. Nie zagrał jednak na nich w żadnym meczu. Tamten turniej Szkocja zakończyła na fazie grupowej.
W 1978 roku McQueen ponownie znalazł się w zespole na mistrzostwa świata. Tym razem również nie wystąpił na nich w żadnym pojedynku. Z tamtego turnieju Szkocja odpadła po fazie grupowej. W latach 1974–1981 w drużynie narodowej rozegrał w sumie 30 spotkań i zdobył 5 bramek.